# Metal neoclássico
Metal Neoclássico é um subgênero do heavy metal que recebeu muita influência da música clássica no estilo de cantar e de compor.
Contém complexas estruturas musicais - análogo ao metal progressivo - e faz o uso de elementos da música clássica e/ou de famosos compositores clássicos. Também análogo ao Power Metal melódico.
Geralmente o Metal neo-clássico tem a característica do complexo uso de arpejos, tapping, e escalas que variam de Escalas Maiores à escalas com características árabes, egípcias e indianas.
Faz complexas referências à artistas clássicos como Mozart, Vivaldi, Bach, Paganini, Beethoven, etc.
Um dos primeiros adeptos deste movimento foi Ritchie Blackmore, percebe-se nos solos das músicas "Highway Star" do Deep Purple e "Gates of Babylon" do Rainbow requintes dignos da música erudita.

## Músicos
Podemos destacar nesse estilo músicos como:
- John Petrucci
- Arjen Anthony Lucassen
- Syu
- Mana
- Jason Becker
- Marty Friedman
- Yngwie Malmsteen
- Randy Rhoads
- Paul Gilbert
- Hizaki
- Uli Jon Roth
- Enrik Garcia
- Alexi Laiho
- Michael Weikath
- Pier Gonella
- Michael Angelo Batio
- Vinnie Moore
- Tony MacAlpine
- Jeff Loomis
- Michael Romeo
- Roland Grapow
- Timo Tolkki
- Tobias Sammet
- Luca Turilli
- Walter Giardino
- Ritchie Blackmore
- Chris Impellitteri

### Artistas brasileiros
- André Matos
- Kiko Loureiro
- Rafael Bittencourt
- Robertinho de Recife
- Juninho Afram
- Marcos De Ros